# Zwód (elektryczność)

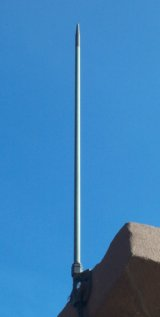
Zwód wysoki (głowica indukcyjna na maszcie)

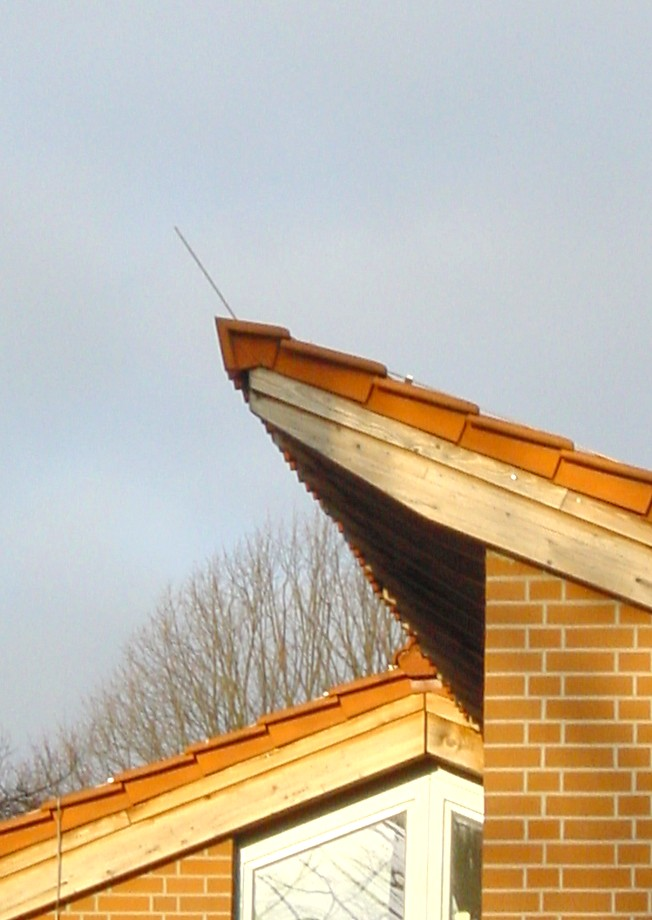
Prosty zwód wysoki na dachu domu

Zwód - element instalacji odgromowej, służący bezpośredniemu przyjęciu wyładowań piorunowych i odprowadzeniu do ziemi prądu wyładowania o natężeniu rzędu kilkunastu tysięcy amperów. Zwody umieszczane są na dachach i ścianach budynków lub na masztach obok chronionych obiektów. Zwody łączy się przewodami odprowadzającymi z pozostałymi elementami instalacji odgromowej. 
Zwody dzieli się na dwa główne typy:
- zwody pionowe (inaczej zwody wysokie);
- zwody poziome (inaczej zwody niskie);
  - w tym zwody boczne (ścienne).

Zwody można podzielić również na:
sztuczne
- zwód pionowy - jest ostro zakończonym prętem, spotyka się także zwody aktywne, zakończone głowicą indukcyjną, lecz jej skuteczność jest kwestionowana;
- zwód poziomy - sieć przewodów, będąca instalacją odprowadzającą wyładowanie, położona otokowo, łącząca wszystkie metalowe elementy dachu i ścian budynku;

naturalne
- zewnętrzne metalowe warstwy pokrycia dachu, w tym maszty anten, wywietrzniki itp.;
- w przypadku niepalnych warstw dachowych wewnętrzne warstwy i dźwigary metalowe;
- zbrojenia żelbetowe;
- wszelkie elementy metalowe, wystające poza dach i metalowe pokrycia ścian.